# المكتبة الوطنية التونسية
المكتبة الوطنية التونسية هي مؤسسة حكومية تونسية، تنطوي تحت وزارة الثقافة. وهي تتولى الحفاظ على الإنتاج الفكري الوطني التونسي.

## تاريخ
- تأسّست المكتبة الوطنيّة بمقتضى الأمر العالي المؤرّخ في 8 مارس 1885 في عهد الباي علي باشا. وقد تشكل رصيدها في البداية من مجموعات أهدتها لها إدارة التعليم العمومي، وأضيفت إليها مكتبة القنصل الفرنسي بتونس شارل تيسّو. إلا أن انطلاقتها الفعلية كانت عام 1910.
- كانت تسمى في البداية المكتبة الفرنسية ثم أصبحت تسمى المكتبة الشعبية، وأصبحت بعد استقلال البلاد عام 1956 تحمل اسم المكتبة الوطنيّة ثم أخيرا دار الكتب الوطنية.

## مقرها

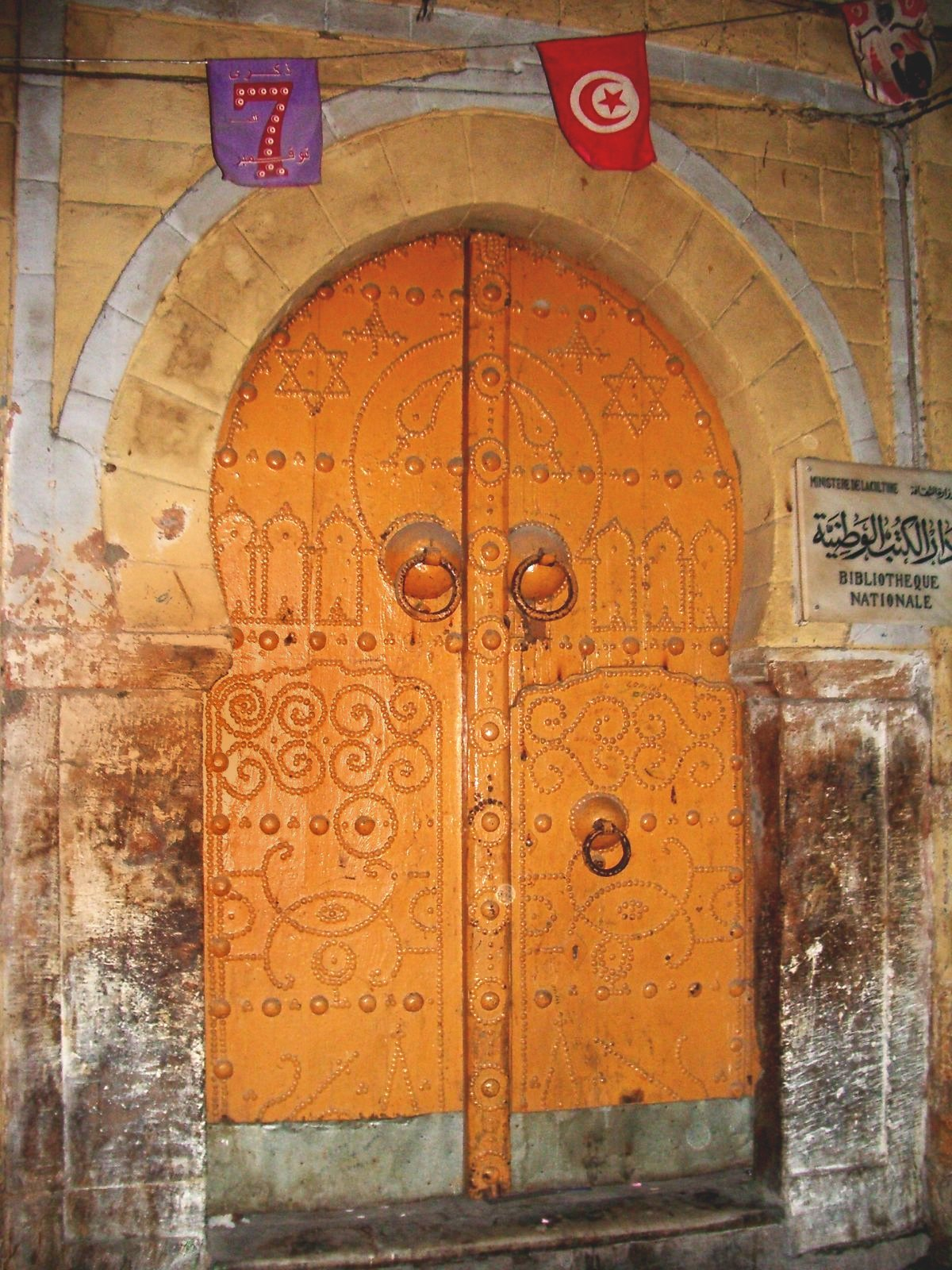
المقر القديم للمكتبة الوطنية بسوق العطارين

انتقلت المكتبة الوطنية منذ عام 1910 إلى مقر ثكنة سوق العطارين قرب جامع الزيتونة والتي يعود بناؤها إلى عام 1810. وقد بقيت هناك إلى أن انتقلت إلى مقرها الحالي عام 2005 بشارع 9 أفريل 1938 قرب عدد من المؤسسات الجامعية والبحثية والثقافية من أهمها الأرشيف الوطني التونسي وكلية العلوم الإنسانية والاجتماعية بتونس والمعهد العالي لعلوم الإنسانية ومتحف التربية وجامعة الزيتونة. ويمسح المقر الجديد 35 ألف متر مربع، ويضم قاعة كبرى للمطالعة وقاعة محاضرات ومخابر ورواق للمعارض وإدارات ومصالح فنية وقاعة لمطالعة الدوريات .

## مهامها
من بين المهام التي تختص بها المكتبة الوطنية نشير إلى ما يلي:
- جمع التراث الفكري التونسي وحفظه وإبراز قيمته ومناولته للمستفيدين.
- إتاحة المعارف على اختلاف لغاتها وتيسيرها لرّوادها.
- تأمين خدمات الإرشاد والتوجيه في الميدان البيبليوغرافي.

## رصيد هام
بموجب الأمر المؤرّخ في 7 سبتمبر 1967 تم :
- تجميع المخطوطات التي كانت داخل الزوايا والمساجد والمكتبات العمومية بالبلاد التونسيّة، لتلحق برصيد المكتبة الوطنية .
- ضم عديد الأرصدة إليها وخاصة منها رصيد المكتبة العبدليّة (القرن السادس عشر) والأحمديّة (النصف الأوّل من القرن التاسع عشر) وكلاهما كان موجودا جامع الزيتونة .

بموجب قانون الصحافة الصادر عام 1975، أصبحت المكتبة الوطنية، تقوم بوظيفة الإيداع القانوني للإنتاج الفكري الوطني وهو ما مكنها من إثراء رصيدها.
وبالنتيجة فإن المكتبة الوطنية تتوفر على رصيد هام من الكتب القديمة والحديثة التي يقدر عددها بحوالي المليون كتاب، بالإضافة إلى حوالي أربعين ألف مخطوط، و16 ألف عنوان دورية. وبالإضافة إلى ذلك فإن المكتبة الوطنية تتوفر على أرصدة من الوسائل السمعية البصرية والخرائط والتصاميم والأمثلة والبطاقات البريديّة
وغيرها.

## منشوراتها
تقوم المكتبة الوطنية بنشر العديد من العناوين، نشير من بينها إلى ما يلي:
- البيبليوغرافيا الوطنية التونسية، وقد صدر عددها الأول عام 1970، وأصبحا تصدر سنويا منذ عام 1978.
- فهارس الاقتناءات : وقد صدر العدد الأول من هذه النشرة عام 1966.
- فهارس المخطوطات : منذ عام 1975 وقد طبعت منها تسعة أجزاء متتالية ضم كل واحد منها 1000 مخطوط.
- النشرة العربية للمطبوعات: بالاشتراك مع المنظمة العربية للتربية والثقافة والعلوم، وهي دليل ببليوغرافي يعنى بإحصاء الإنتاج الفكري العربي من كتب وأبحاث أكاديمية ومنشورات رسمية وأدب أطفال مما يصدر في كل البلدان العربية باستثناء مصر.

## معرض صور
قم بالنقر على الصورة كي يتم عرضها

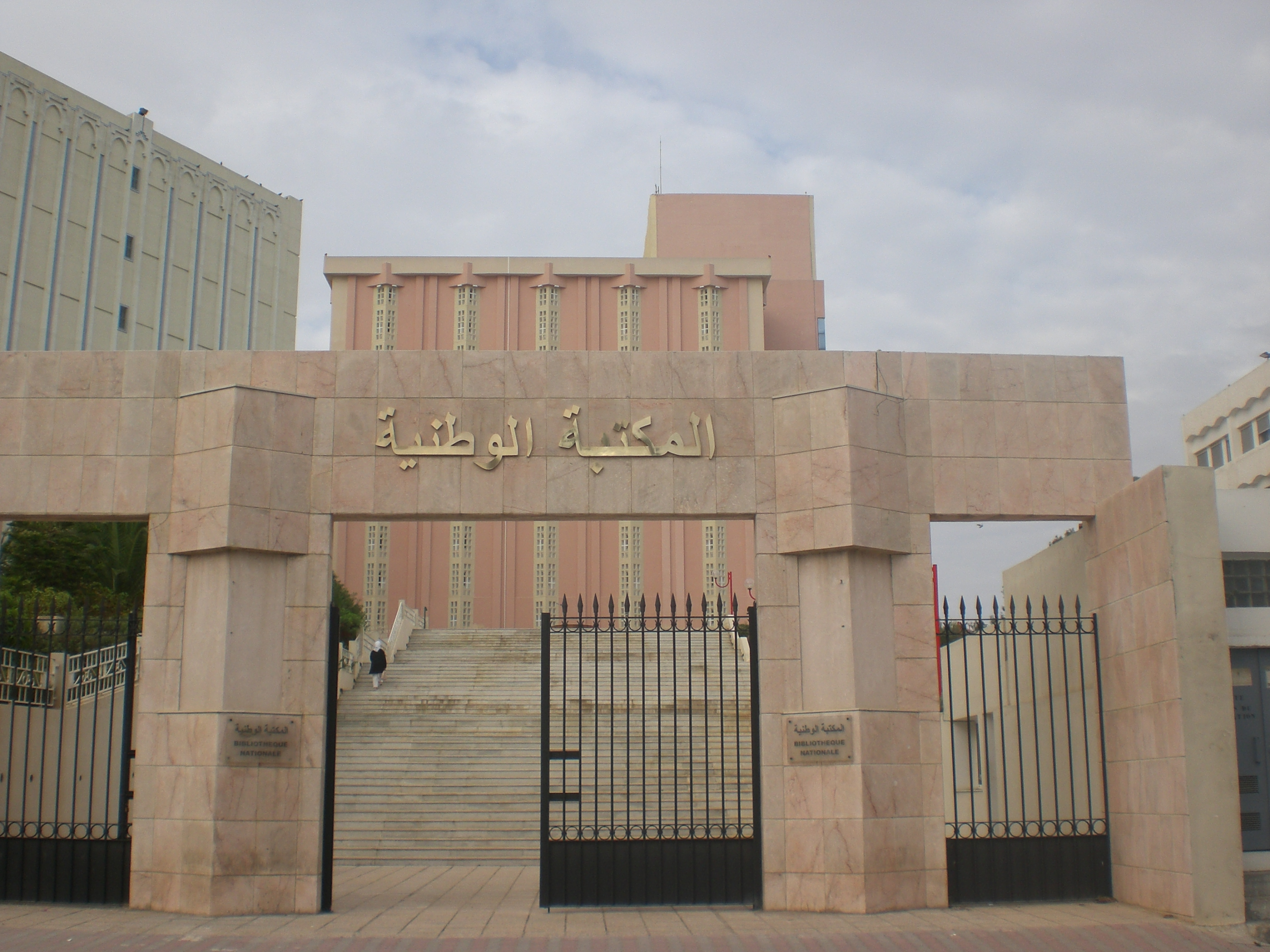
مدخل المكتبة الوطنية
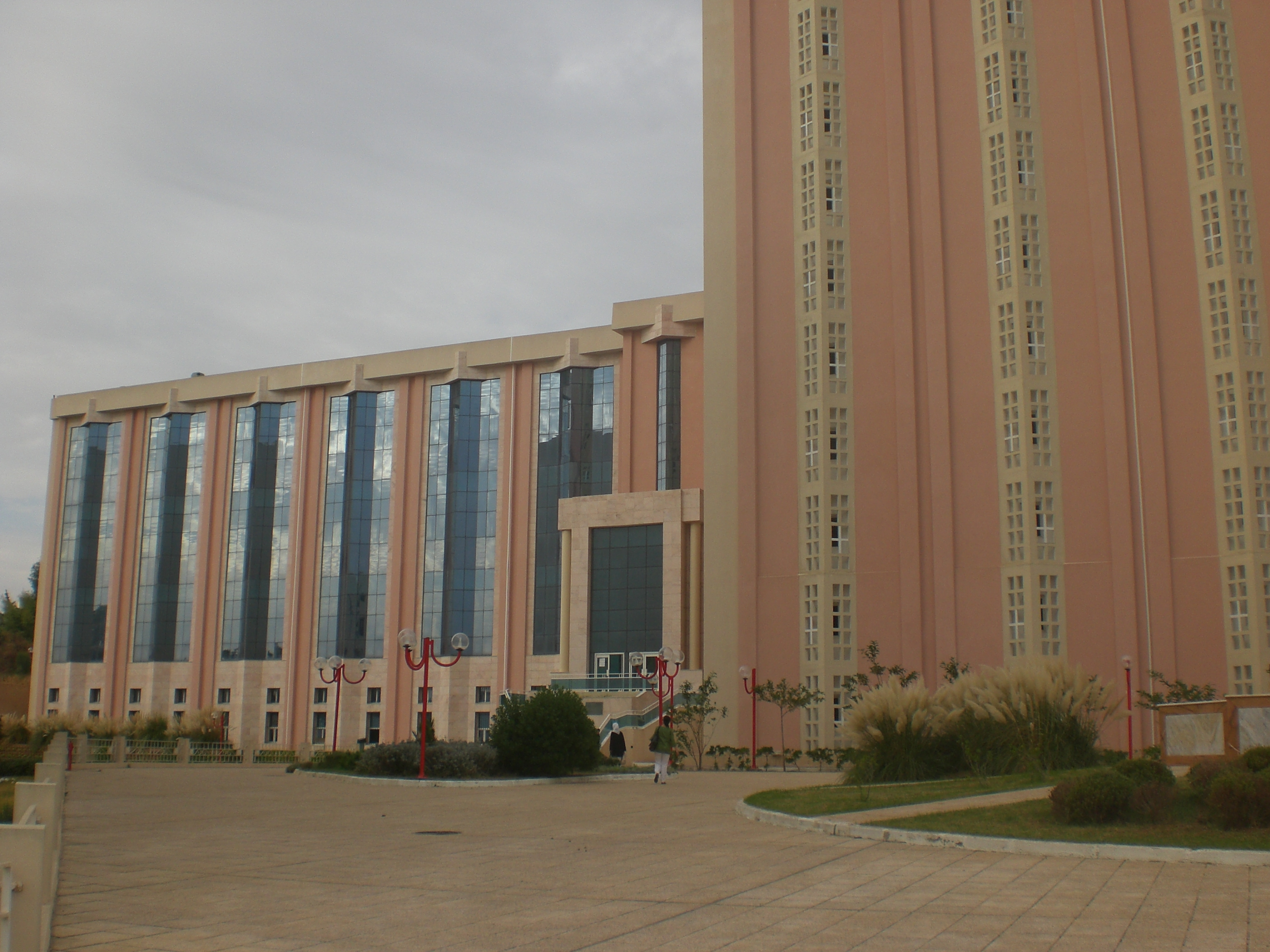
منظر من داخل ساحة المكتبة
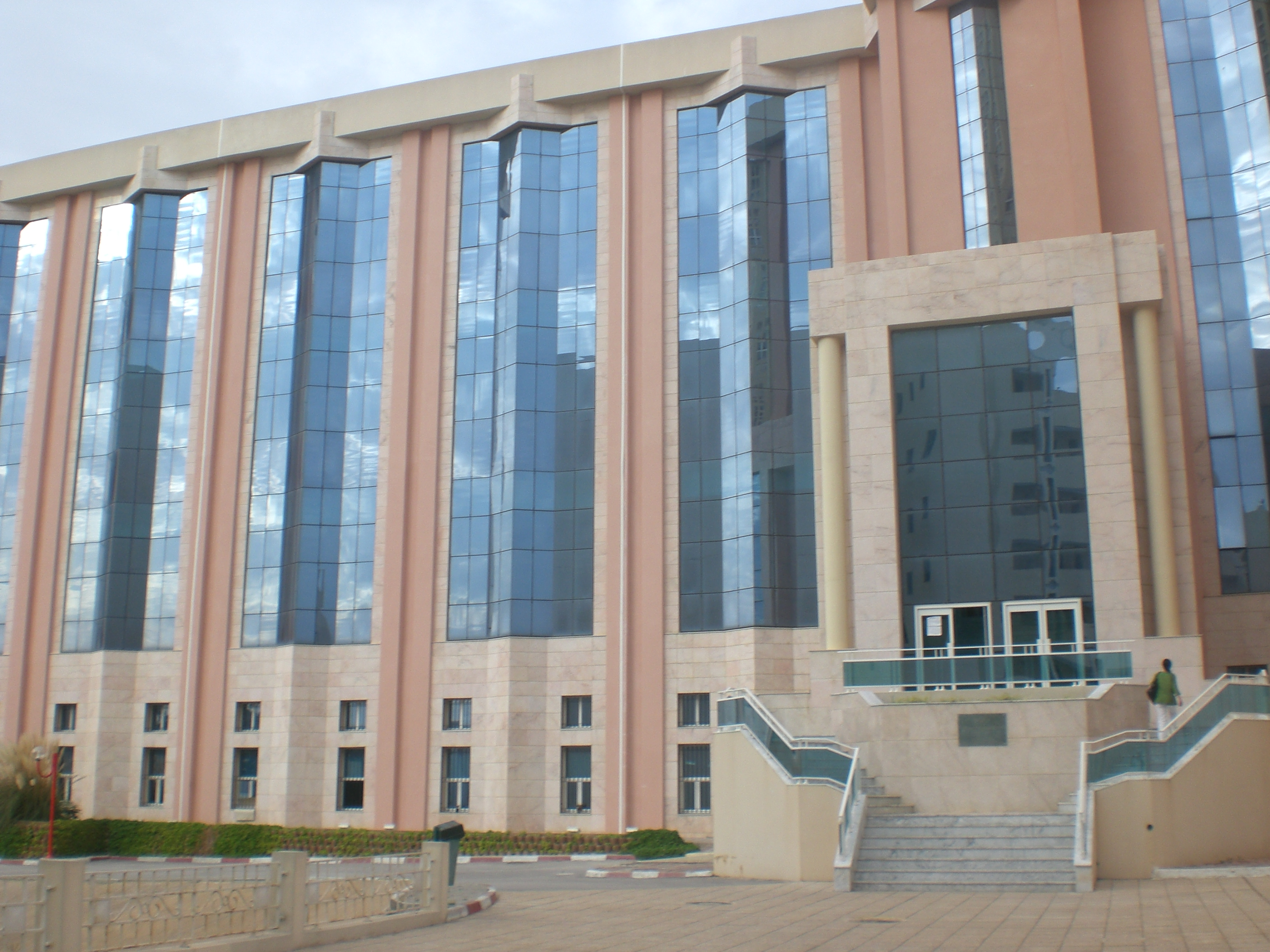
المدخل الداخلي للمكتبة

## وصلة خارجية
- موقع المكتبة الوطنية
- صفحة بموقع وزارة الثقافة التونسية